# 锡雪-圣于连和卡里雪
锡雪-圣于连和卡里雪（法語：Siccieu-Saint-Julien-et-Carisieu，法語發音：[sisjø sɛ̃ ʒyljɛ̃ e kaʁizjø]）是法国伊泽尔省的一个市镇，属于拉图尔迪潘区。该市镇于1841年由原市镇锡雪-圣于连（Siccieu-Saint-Julien）和卡里雪（Carisieu）合并而成，而前者则是于1790-1794年间由锡雪（Siccieu）和圣于连（Saint-Julien）合并而成。

## 地理
锡雪-圣于连和卡里雪（45°44'6"N, 5°18'58"E）面积14.22 平方千米，位于法国奥弗涅-罗讷-阿尔卑斯大区伊泽尔省，该省份为法国东南部内陆省份，北起顺时针与安省、萨瓦省、上阿尔卑斯省、德龙省、阿尔代什省、卢瓦尔省和罗讷省。
与锡雪-圣于连和卡里雪接壤的市镇（或旧市镇、城区）包括：阿努瓦桑-沙特朗、克雷米约、迪济米约、奥普特沃、索莱米约、特雷普。
锡雪-圣于连和卡里雪的时区为UTC+01:00、UTC+02:00（夏令时）。

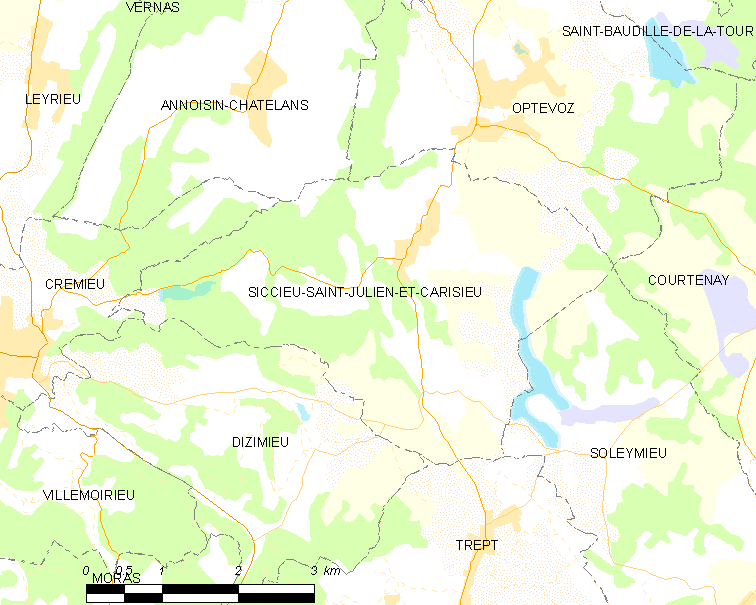
锡雪-圣于连和卡里雪的OSM定位图

## 行政
锡雪-圣于连和卡里雪的邮政编码为38460，INSEE市镇编码为38488。

## 政治
锡雪-圣于连和卡里雪所属的省级选区为沙尔维约-沙瓦尼厄县。

## 人口

1962-2008年间锡雪-圣于连和卡里雪人口变化图示

锡雪-圣于连和卡里雪于2022年1月1日时的人口数量为601人。